# Fundación Dieta Mediterránea
La Fundación Dieta Mediterránea (FDM o FDMed) es una organización sin ánimo de lucro, de carácter científico y cultural, que se dedica a la promoción de la dieta mediterránea, de los valores y del estilo de vida asociados a ella. Con sede en Barcelona y fundada en 1996, destaca por ser la principal institución que impulsó la declaración de la dieta mediterránea como Patrimonio Cultural Inmaterial de la Humanidad de la UNESCO en el 2010.
Desde 2017 se entregan los Premios Columela, que reconocen el trabajo de los productores de los tres alimentos más representativos del Mediterráneo, el aceite, el pan y el vino (la tríada mediterránea). Los Premios Columela se otorgan en la ciudad de Toledo cada 16 de octubre, Día Mundial de la Alimentación y Día Mundial del Pan.

## Historia
La Fundación nace de la fusión de la Asociación para el Avance de la Dieta Mediterránea y otras organizaciones de temática similar en 1996.
En 2008, la FDM propuso la dieta mediterránea como candidata a la lista de Patrimonio Cultural Inmaterial de la Humanidad por la Unesco, y se convirtió en el coordinador técnico transnacional de la Candidatura. Fue presentada conjuntamente por cuatro gobiernos: España, Grecia, Italia y Marruecos. Finalmente, la dieta mediterránea fue reconocida con este mérito en noviembre de 2010. 

## Actividades
La FDM edita periódicamente una Pirámide Tradicional de la Dieta Mediterránea.

#### Investigación científica
Una de las principales actividades de la Fundación Dieta Mediterránea es la difusión de hallazgos científicos en el campo de la alimentación mediterránea. La fundación no financia la investigación, pero la ha premiado y apoyado, constituyendo un observatorio internacional que permite monitorizar su seguimiento en el mundo.

#### Premios Fundación Dieta Mediterránea
A lo largo de su historia, la Fundación Dieta Mediterránea ha instituido diversos premios para reconocer la investigación o promoción de hábitos alimentarios saludables. Cada año se reparten: el Premio Fundación Mediterránea, el Premio Grande Covián (en honor al Dr. Francisco Grande Covián, fundador de la Sociedad Española de Nutrición) y varios Diplomas de Honor.
| Año  | Premio Fundación Mediterránea | Premio Grande Covián | ref.  |
| ---- | ----------------------------- | -------------------- | ----- |
| 2006 | Javier Aranceta Bartrina      | Valentí Fuster       | [ 8 ] |
| 2012 | Michelle Obama                | José María Ordovás   | [ 5 ] |

#### Traducción y publicación
También han traducido el libro del Dr. Ancel Keys sobre dieta mediterránea, How to eat well and stay well, the Mediterranean way (‘Coma bien y consérvese sano’).

## Dirección
Dirección general:
- Lluís Serra Majem (entre 1996 y 2012)[10]
- Domingo Valiente (2012–actualidad)

Vicepresidencia: Francisco Sensat Alemany
Coordinación científica: Anna Bach

## Patronazgo
Es una fundación de tipo público-privada. Sus patronos son: el Ministerio de Agricultura y Pesca, Alimentación y Medio Ambiente (Gobierno de España), el Departamento de Acción Climática, Alimentación y Agenda Rural (Generalidad de Cataluña), el Ayuntamiento de Barcelona, la Fundación Patrimonio Comunal Olivarero, Freixenet, Danone, Torres, Grupactel, Mercabarna, Gallina Blanca y la Asociación para el Desarrollo de la Dieta Mediterránea.